# Hayward (Kalifornia)
Hayward – miasto w Stanach Zjednoczonych, w stanie Kalifornia, w hrabstwie Alameda, nad zatoką San Francisco, w obszarze metropolitalnym San Francisco-Oakland-San Jose.

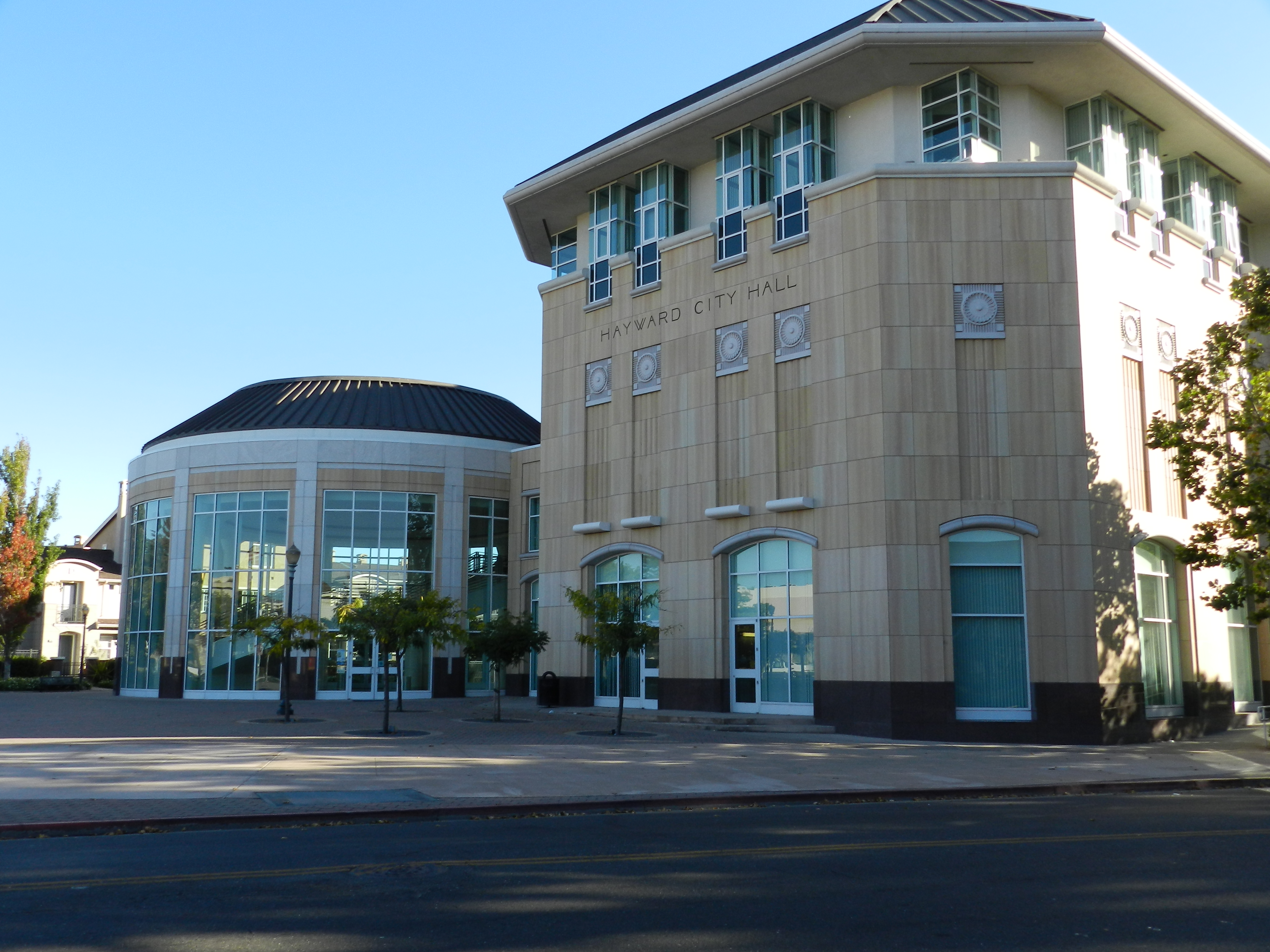
Hayward ratusz

## Miasta partnerskie
- Japonia: Funabashi
- Afganistan: Ghazni
- Portugalia: Faro